# ラッキー・ボーイズ
『ラッキー・ボーイズ』は、餓鬼レンジャーの4枚目のアルバムである。

## 概要
- 餓鬼レンジャーのメジャー3枚目アルバムである。前作から約1年半ぶりの発売となった。
- 彼らの原点でもある福岡県で制作された。また、20曲越え・70分越えを果たしていた前作・前々作にくらべると、本アルバムは収録曲数が14曲・収録時間が46分と非常にコンパクトな作品に仕上がっている。
- 同じく熊本県出身という縁でお笑いコンビのくりぃむしちゅーが1曲目と9曲目にゲストで参加し話題を呼んだ（9曲目は有田のみ）。また、有田はこのアルバムへのゲスト参加のオファーが来た際、「これで俺もラッパーデビューできる!」と喜んだが、実際には漫才と物真似だけをやらされたため肩透かしを食らったと、自身が司会を務めていた音楽番組『シュガーヒルストリート』内で語っていた。
- メンバーのYOSHI曰く、『クラシックと名高い１枚目、進化を遂げた２枚目なら、こいつはラッキーな３枚目』であるらしい（2曲目「ラッキー・ボーイズ」の歌詞から抜粋）。

## 収録曲
1. THE INTRO feat.くりぃむしちゅー
lyric:有田哲平、上田晋也 / music:HIGH SWITCH
上記にも書いている通り、くりぃむしちゅーがゲストで参加している。漫才調で2人の会話が進行していっており、上田晋也が得意の薀蓄を語るように餓鬼レンジャーの名前の由来や結成初期のことを語っている場面も見受けられる。
2. ラッキー・ボーイズ
lyric:Yoshi、Pocyomkin / music:DJ TONK、GREEN PEEACE
3. BRING IT BACK feat.ドンコスモ、Haru de Janeiro
lyric:HIGH SWITCH、ドンコスモ、Pocyomkin、Haru de Janeiro / music:DJ TONK
4. ホテル feat.446、BAMBOO
lyric:446、Pocyomkin、Yoshi / music:DJ WATARAI
5. 熱狂エキスプレス feat.KEN-1-RAW (DOSMOCCOS)
lyric:Pocyomkin、KEN-1-RAW / music:DJ MO-RIKI
6. I WANT YOU ～Interlude～
music:GREEN PEEACE
7. ジミーちゃん
lyric:Pocyomkin、Yoshi / music:GREEN PEEACE
8. CLAP'n'BREAK
lyric:HIGH SWITCH、Pocyomkin、Yoshi / music:HIGH SWITCH
9. CALL ～Skit～
lyric:有田哲平 / music:HIGH SWITCH
有田が高田延彦の物真似を披露している。
10. JET55 ～Eagle, Shark, Panther～
lyric:Yoshi、HIGH SWITCH、Pocyomkin / music:DJ WATARAI
5thシングル。
11. GEISHA ROCK'S
lyric:Yoshi、Pocyomkin、HIGH SWITCH / music:GREEN PEEACE
12. DRUNKING-HI feat.[LITTLE
lyric:Yoshi、LITTLE / music:COSMO SOUTH
13. 情熱大陸紀行 feat.ヨノヨハ
lyric:Yoshi、ヨノヨハ、HIGH SWITCH / music:GREEN PEEACE
14. PLAY BACK
lyric:Yoshi、Pocyomkin、HIGH SWITCH / music:GREEN PEEACE
映画「GACHAPON!」主題歌。メンバーもこの映画に出演している。